# Peroj
Peroj je naselje u općini Vodnjan, ranije u sastavu općine Pula, Hrvatska.

## Povijest
U povijesnim ispravama ga se nalazi od 1197. godine. Spominje se u latinskom dokumentu o rižanskoj skupštini (804. godine), sačuvanom u prijepisu nastalom potkraj 15. stoljeća ili početkom 16. stoljeća. Naselje je obnovljeno doseljavanjem kolonista iz Crne Gore.

## Stanovništvo
Selo je zanimljivost po starinskoj crnogorskoj zajednici, jedinoj takve vrste u Hrvatskoj.
Isti su dobili pravo naseljavanja u Peroj kao nagradu za sudjelovanje u ratu na mletačkoj strani, a radi sprječavanja osvete turskih vlasti nad tamošnjim Crnogorcima.

Tako su 21. srpnja 1657. Mlečani dopustili naseljavanje skupini 77 crnogorskih obitelji iz Crmnice na svoj teritorij, u selo Peroj.

### Nacionalni sastav naseljenog mjesta Peroj
| godina popisa [neaktivna poveznica] | ukupno | Hrvati       | regionalno izjašnjeni | Crnogorci   | Jugoslaveni  | Talijani  | ostali       |
| ----------------------------------- | ------ | ------------ | --------------------- | ----------- | ------------ | --------- | ------------ |
| 1991.                               | 477    | 168 (35,22%) | 89 (18,65%)           | 33 (6,91%)  | 17 (3,56%)   | 4 (0,83%) | 166 (34,80%) |
| 1981.                               | 403    | 149 (36,97%) | 2 (0,49%)             | 11 (2,72%)  | 105 (26,05%) | 2 (0,49%) | 134 (33,25%) |
| 1971.                               | 409    | 199 (48,65%) | 0                     | 43 (10,51%) | 8 (1,95%)    | 4 (0,97%) | 155 (37,89%) |
| 1961.                               | 498    | 273 (54,81%) | 0                     | 12 (2,40%)  | 2 (0,40%)    | 8 (1,60%) | 203 (40,76%) |

Među "ostalima" je najviše onih koji su se izjasnili kao Crnogorci. Prema popisu iz 2001. godine , u cijeloj općini Vodnjan žive 81 Crnogorac, a većina ih je upravo u Peroju.
Najznačajnije povijesno svjedočanstvo o Peroju se nalazi u knjizi Frana Barbalića "Peroj - srpsko selo u Istri, bilješke i uspomene", koje je prvi puta objavljeno u zagrebačkim "Narodnim novinama" (br. 48. – 55. i 59.) 1933. godine.
Kao svećenik u ovom je selu službovao Jovan Sundečić.
| broj stanovnika | 178   | 219   | 222   | 341   | 361   | 419   | 328   | 392   | 475   | 484   | 498   | 409   | 403   | 477   | 752   | 833   | 900   |
|                 | 1857. | 1869. | 1880. | 1890. | 1900. | 1910. | 1921. | 1931. | 1948. | 1953. | 1961. | 1971. | 1981. | 1991. | 2001. | 2011. | 2021. |

## Vanjske poveznice
- Društvo Perojskih Crnogoraca 'Peroj 1657'  Arhivirana inačica izvorne stranice od 17. siječnja 2010. (Wayback Machine)